# Jack Bonham
Jack Elliott Bonham (Stevenage, 14 settembre 1993) è un calciatore irlandese, portiere dello Stoke City.

## Carriera

### Club
Ha giocato nella seconda divisione inglese.

### Nazionale
Ha giocato nella nazionale irlandese Under-17.

## Statistiche

### Presenze e reti nei club
Statistiche aggiornate al 26 dicembre 2023.
| Stagione          | Squadra           | Campionato        | Campionato | Campionato | Coppe nazionali | Coppe nazionali | Coppe nazionali | Coppe continentali | Coppe continentali | Coppe continentali | Altre coppe | Altre coppe | Altre coppe | Totale | Totale |
| Stagione          | Squadra           | Comp              | Pres       | Reti       | Comp            | Pres            | Reti            | Comp               | Pres               | Reti               | Comp        | Pres        | Reti        | Pres   | Reti   |
| ----------------- | ----------------- | ----------------- | ---------- | ---------- | --------------- | --------------- | --------------- | ------------------ | ------------------ | ------------------ | ----------- | ----------- | ----------- | ------ | ------ |
| 2012-2013         | Watford           | FLC               | 1          | -2         | FACup+CdL       | 0+0             | 0               | -                  | -                  | -                  | -           | -           | -           | 1      | -2     |
| 2013-2014         | Brentford         | FL1               | 1          | -4         | FACup+CdL       | 0+2             | 0 + -7          | -                  | -                  | -                  | EFLT        | 0           | 0           | 2      | -3     |
| 2014-2015         | Brentford         | FLC               | 0          | 0          | FACup+CdL       | 1+0             | -2 + 0          | -                  | -                  | -                  | -           | -           | -           | 1      | -2     |
| 2015-2016         | Brentford         | FLC               | 0          | 0          | FACup+CdL       | 0+1             | 0 + -4          | -                  | -                  | -                  | -           | -           | -           | 1      | -4     |
| 2016-2017         | Brentford         | FLC               | 1          | -1         | FACup+CdL       | 0+1             | 0 + -1          | -                  | -                  | -                  | -           | -           | -           | 2      | -2     |
| Totale Brentford  | Totale Brentford  | Totale Brentford  | 2          | -5         |                 | 5               | -14             |                    | -                  | -                  |             | 0           | 0           | 7      | -19    |
| 2017-2018         | Carlisle Utd      | FL2               | 42         | -49        | FACup+CdL       | 5+2             | -6 + -3         | -                  | -                  | -                  | EFLT        | 0           | 0           | 49     | -58    |
| 2018-2019         | Bristol Rovers    | FL1               | 40         | -40        | FACup+CdL       | 0+0             | 0               | -                  | -                  | -                  | EFLT        | 6           | -4          | 46     | -44    |
| 2019-2020         | Gillingham        | FL1               | 35         | -34        | FACup+CdL       | 4+1             | -3 + -2         | -                  | -                  | -                  | EFLT        | 0           | 0           | 40     | -39    |
| 2020-2021         | Gillingham        | FL1               | 44         | -57        | FACup+CdL       | 2+2             | -5 + -1         | -                  | -                  | -                  | EFLT        | 1           | -1          | 49     | -64    |
| Totale Gillingham | Totale Gillingham | Totale Gillingham | 79         | -91        |                 | 9               | -11             |                    | -                  | -                  |             | 1           | -1          | 89     | -103   |
| 2021-2022         | Stoke City        | FLC               | 15         | -17        | FACup+CdL       | 2+0             | -2 + 0          | -                  | -                  | -                  | -           | -           | -           | 17     | -19    |
| 2022-2023         | Stoke City        | FLC               | 23         | -26        | FACup+CdL       | 3+1             | -2 + 0          | -                  | -                  | -                  | -           | -           | -           | 27     | -28    |
| 2023-2024         | Stoke City        | FLC               | 10         | -11        | FACup+CdL       | 0+2             | 0 + -3          | -                  | -                  | -                  | -           | -           | -           | 12     | -14    |
| Totale Stoke City | Totale Stoke City | Totale Stoke City | 48         | -54        |                 | 8               | -7              |                    | -                  | -                  |             | -           | -           | 56     | -61    |
| Totale carriera   | Totale carriera   | Totale carriera   | 212        | -241       |                 | 29              | -41             |                    | -                  | -                  |             | 7           | -5          | 248    | -287   |